# Base de fogo
No contexto da tática militar de Fogo e Movimento, a base de fogo é o papel desempenhado pela equipe que proporciona cobertura por fogo supressivo ao avanço contra as posições inimigas.